# Velberter Höhenrücken
Der Velberter Höhenrücken ist eine Naturräumliche Einheit in Nordrhein-Westfalen mit der Ordnungsnummer 3371.10.
Der langgestreckte Höhenrücken erstreckt sich in Nord-Süd-Richtung auf dem Stadtgebiet der bergischen Städte Velbert (mit dem Ortskern und dem Stadtteil Tönisheide) und Wülfrath (Gemarkung Nord Erbach). Der höchste Punkt mit 269,2 m liegt im Velberter Ortsteil Tönisheide. Nach Westen fällt das Gelände mit einer deutlichen Stufe zu den Niederbergischen Höhenterrassen (Ordnungsnummer 3371.0) ab. Im Osten liegt das Hardenberger Hügelland (Ordnungsnummer 3371.12) und der Höhenzug Voßnacken (Ordnungsnummer 3371.11). Südlich schließt die das Wülfrather Kalkgebiet (Ordnungsnummer 3371.17) an, nördlich geht der Höhenzug in das Ruhrschichtrippenland (Ordnungsnummer 3371.14) über.
Der Höhenzug bildet eine Wasserscheide, die Bäche westlich des Kamms entwässern direkt in den Rhein, die östlich in die Ruhr. Geologisch besteht der Höhenrücken aus oberdevonischen gefalteten grauen und kalkigen Schiefern (Velberter Schichten), die teilweise mit Sandsteinen und Kalkbänken durchsetzt sind. Ein Höhenweg (Landesstraße L74, vormals Bundesstraße 224) verbindet Essen-Werden über Velbert und Tönisheide mit Wuppertal. Parallel dazu verläuft die Trasse der stillgelegten Niederbergbahn, die als Panoramaradweg Niederbergbahn zu einem Radwanderweg umgebaut wurde.